# Emlyon Business School
A Emlyon Business School é uma escola de comércio europeia com campus em Paris, Lyon, Saint-Étienne, Casablanca e Xangai. Fundada em 1872, é uma das mais velhas escola de comércio do mundo. É, juntamente de HEC Paris, ESCP Europe, ESSEC e EDHEC parte do grupo da elite das école francesas de gestão

## Descrição
A Emlyon possui tripla acreditação; AMBA, EQUIS e AACSB. A escola possui cerca de 26.000 ex-alunos em 107 países, representando mais de 80 nacionalidades. Entre seus ex-alunos estão Jean-Pascal Tricoire (CEO Schneider Electric), jornalista francês Stéphane Bern e Gwendal Peizerat, ex-patinador artístico francês. A escola é conhecida por seus graus em empreendedorismo.

## Programas
A Emlyon possui mestrado em Administração e várias outras áreas, tais como Marketing, Finanças, Esporte e Recursos Humanos. Possui também um MBA Executivo e um MEB, o qual se assemelha a um MBA em tempo pleno. Finalmente, a EM Lyon também possui programa de doutorado (PhD). 

## Rankings
Em 2015, seu mestrado em Administração foi considerado como o 30º do mundo pela Financial Times. Seu MBA executivo é considerado como o 68º melhor do mundo, e em 2014 o relatório da Financial Times considerou a Emlyon como a 14º melhor na Europa.

## Alunos notáveis
- Sébastien Chabal, jogador de rugby union
- Johanne Defay, surfista profissional
- Béatrice Edwige, handebolista profissional
- Frédéric Michalak, jogador de râguebi
- Aline Friess, ginasta francesa
- Nathalie Péchalat, ex-patinadora artística
- Gwendal Peizerat, ex-patinador artístico
- Thierry Dusautoir, jogador de rugby union
- Ronny Turiaf, ex-jogador profissional de basquetebol
- Zihan Ling, executiva e empresária chinesa